# American Finance Association
Die American Finance Association (AFA) ist eine wissenschaftliche Gesellschaft, die sich dem Studium und der Förderung finanzökonomischen Wissens verschrieben hat. Der gegenwärtige Präsident der AFA ist Campbell Harvey.

## Geschichte
Die Association wurde bei einem Treffen im Dezember 1939 in Philadelphia geplant. Die erste Zeitschrift der American Finance Association wurde American Finance genannt und in 1942 herausgegeben. Die Zeitschrift wurde im August 1946 in The Journal of Finance umgetauft und erschien fortan in regelmäßig erscheinenden Ausgaben. 2021 hatte die AFA über 10.000 Mitglieder.

## Präsidenten
→ Liste der Präsidenten der American Finance Association

## Zweck, Ziele
Das Ziel der American Finance Association ist es:
- die Vereinigung von Personen mit Interesse an Finanzökonomik zu fördern,
- das öffentliche Verständnis von finanzökonomischen Problemen zu verbessern,
- die Förderung des Austauschs finanzökonomischen Ideen durch die Verteilung von Periodika und anderer Medien,
- die Ermutigung zum Studium der Finanzökonomik an Colleges und Universitäten,
- die Durchführung anderer Aktivitäten sowie es für eine professionelle Non-Profit-Organisation im Bereich der Finanzökonomik angemessen ist.

## Jahrestreffen
Ein Jahrestreffen wird im Januar abgehalten im Verbund mit der American Economic Association und den Nordamerikanischen Wintertreffen der Econometric Society als Teil der Allied Social Sciences Association.  Hierbei spricht der Präsident der AFA über ein gewähltes Thema und es werden verschiedene finanzökonomische Forschungsbeiträge vorgestellt. Die AFA und die Western Finance Association Meetings werden als zwei der wichtigsten allgemeinen finanzökonomischen Konferenzen weltweit angesehen.
Die Jahrestreffen 2021 und 2022 fanden virtuell statt, davor wechselte der Ort von Jahr zu Jahr.

## Preise und Auszeichnungen
Die Organisation vergibt folgende Preise und Auszeichnungen:

### Fischer-Black-Preis
Alle zwei Jahre vergibt der Verband bei ihrem Jahrestreffen den Fischer-Black-Preis, benannt nach dem Ökonomen Fischer Black, in Anerkennung eines herausragenden jungen Akademikers dessen originäre Forschung einen bedeutenden Beitrag zum Gebiet der Finanzökonomik geleistet hat.

### Brattle-Preise
Die Brattle-Preise werden jährlich beim Jahrestreffen der AFA für hervorragende Forschungsartikel zum Thema Corporate Finance vergeben.

### Smith-Breeden-Preise
Alljährlich zeichnet die AFA bei ihrem Jahrestreffen mit den Smith-Breeden-Preisen die drei besten Artikel im Journal of Finance in jedem Gebiet außer Corporate Finance aus.

### Morgan Stanley-AFA Award for Excellence in Finance
Beginnend in 2008 vergibt die AFA alle zwei Jahre den Morgan Stanley-AFA Award for Excellence in Finance für die geistigen Pionierleistungen einer Person im Bereich der Finanzökonomik.